# Eriphia verrucosa

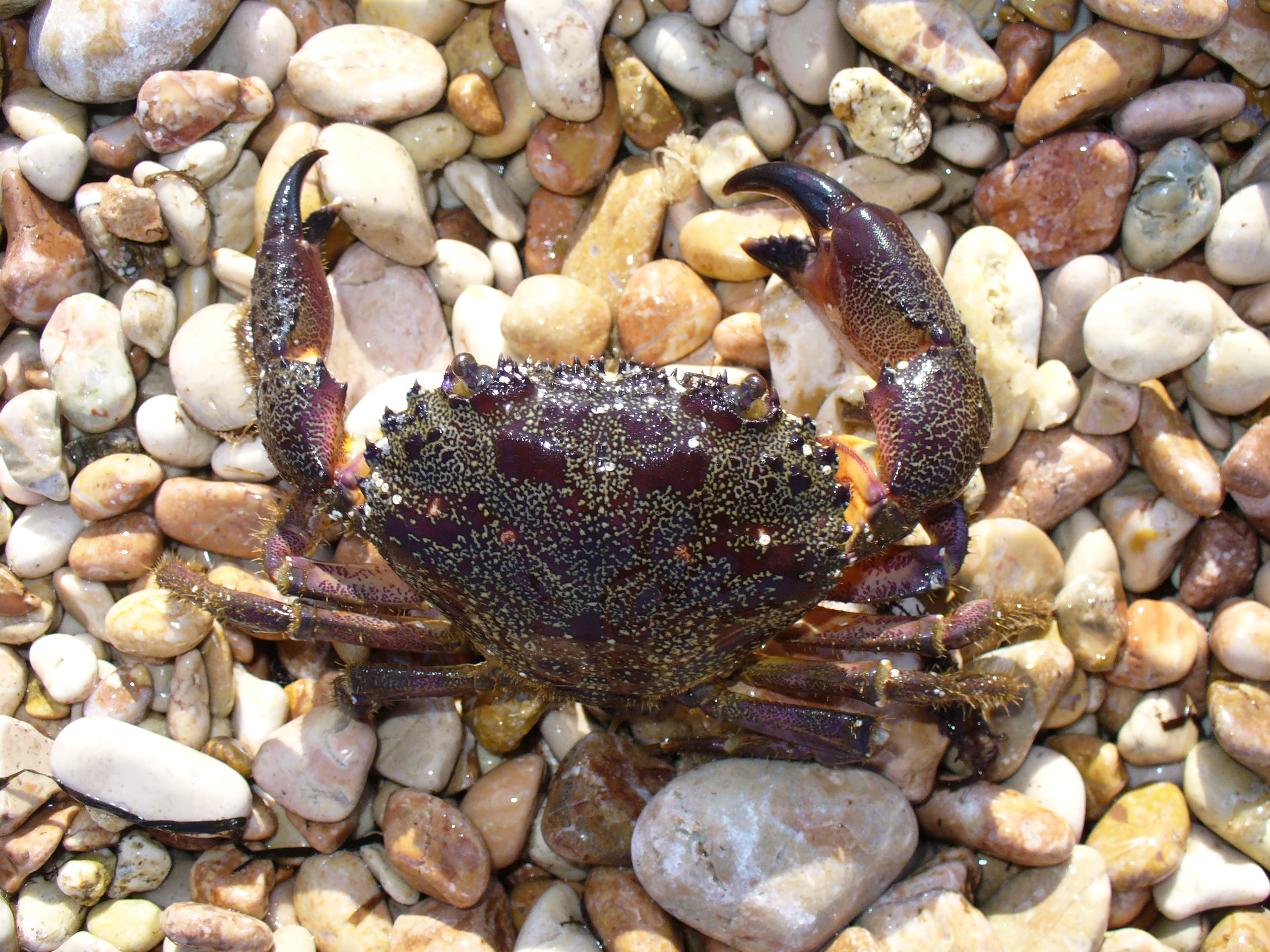
Cranc pelut el juliol de 2008

El cranc pelut (Eriphia verrucosa) és una espècie de crustaci decàpode de l'infraordre Brachyura molt apreciat a la gastronomia.
Malgrat que aquest cranc havia estat abundant al nord-oest de la mediterrània, actualment és una espècie protegida i la seva captura està prohibida. A les Balears era una menja molt comuna, i formava part de plats tradicionals casolans, com per exemple, a Menorca, els caragols amb cranc pelut, que ara es mengen amb cranca.